# Ecthelion 2.
I Ringenes Herre-verdenen er Ecthelion 2. den næstsidste marsk af Gondor, og far til Denethor 2. Han blev født i år 2886 af den tredje alder, som søn af marsken Turgon. Han efterfulgte sin far som marsk i år 2953 t.a. For at styrke riget mod Sauron, som var vendt tilbage til Mordor opfordrede han alle der var noget værd til at kæmpe for ham. Blandt disse var der en som blev en vigtig hærfører for ham. Ingen kendte hans navn men han blev kendt som Thorongil. Han var i virkeligheden Aragorn i forklædning. 